# Bob Price
Robert Dale Price (7 de septiembre de 1927 - 24 de agosto de 2004) fue un político estadounidense del Partido Republicano que sirvió en la Cámara de Representantes de los Estados Unidos de 1967 a 1975, y en el Senado de Texas de 1978 a 1981.

## Biografía
Price nació en Reading, condado de Lyon, Kansas y se educó en las escuelas públicas de Reading. Obtuvo una licenciatura en Ciencias en cría de animales en la Universidad Estatal de Oklahoma-Stillwater en 1951.

### Guerra de Corea
Sirvió en la Fuerza Aérea de los Estados Unidos de 1951 a 1955, volando veintisiete misiones de combate durante la guerra de Corea. Por su servicio, se le concedió una Medalla Aérea antes de regresar a Texas después de su baja honorable en 1955.

### Carrera
Después de la guerra, fue propietario y administrador de un rancho en Texas. Se desempeñó como delegado en las convenciones republicanas del estado de Texas en 1964, 1966 y 1968. También fue delegado de la Convención Nacional Republicana de 1968 en Miami Beach .

### Congreso
Price fue elegido como republicano para el 90.º Congreso y para los tres congresos siguientes (desde el 3 de enero de 1967 hasta el 3 de enero de 1975). Mientras estuvo en el Congreso, Price sirvió en el Comité de Agricultura de la Cámara de Representantes y en subcomités de supervisión de la NASA y vuelos espaciales. Price votó en contra de la Ley de Derechos Civiles de 1968. En 1971, Price fue el único republicano en la delegación del Congreso del estado que votó a favor de la Ley de Igualdad de Oportunidades en el Empleo.
En 1974, Price perdió su intento de reelección ante el demócrata Jack Hightower.

### Senado de Texas
Después de postularse sin éxito para su antiguo escaño en la Cámara de Representantes de Estados Unidos en 1976, Price ganó una elección especial en 1977 para un escaño en el Senado de Texas, con el lema "Price es justo para Texas". Price sirvió en el Senado de Texas hasta perder su intento de reelección en 1980 ante el demócrata Bill Sarpalius.
Murió el 24 de agosto de 2004, en Pampa, Texas ; entierro en el cementerio Fairview en Midland, Texas.